# Биолошка средства
Биолошка средства представљају рачуноводствену категорију која обухвата живе животиње или биљке које се користе у процесу пољопривредне производње. Билошка средства и средства културе спадају у групу основних средстава и чине их:
- шуме,
- вишегодишњи засади,
- основно стадо,
- средства културе,
- биолошка средства и средства културе у припреми,
- аванси за биолошка средства и средства културе.

Рачуноводствени третман биолошких средстава уређен је кроз МРС 41 - Пољопривреда. Стандардом је дефинисан процес који се назива биолошка трансформација - представља период репродукције и рађања, раста, промјене особина и опадања, који доводе до квалитативних и квантитативних промена на биолошком средству. Даља прерада пољопривредних производа након убирања (жетве) није обухваћена овим стандардом.
Примери биолошких средстава и њихових производа:
| Биолошка средства     | Пољопривредни производ | Производи који су резултат прераде након убирања |
| Шуме и шумски засасди | Посечена стабла        | Обловина, грађа, трупци                          |
| Индустријско биље     | Памук                  | Одећа, тканине, конци                            |
| Воћњаци               | Винова лоза            | Вино                                             |
| Краве                 | Сирово млеко, телад    | Производи од млека и меса                        |
| Свиње                 | Живе животиње          | Кобасице, шунке                                  |
| Овце                  | Сирова вуна            | Вунена одећа, теписи                             |